# Naurui törzsi háború
A naurui törzsi háború egy fegyveres konfliktus volt 1878-tól 1888-ig Nauru tizenkét törzse között. A konfliktus végéig több mint 500 ember halt meg a harcokban.

## Előzmények

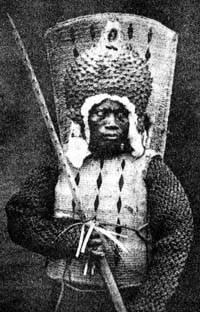
Naurui harcos az 1880-as években

Az első európaiak 1798-as megérkezése óta a szigetre sok európai érkezett, köztük sok fegyenc is, akik többek között alkoholt és fegyvereket hoztak magukkal.

## A háború kitörése
A konfliktus egy házassági összejövetelen kezdődött, ahol a különböző törzsből származó vendégek egy vitás kérdésen annyira összevesztek, hogy az eset pisztolylövésig fajult, amiben egy fiatal lány meghalt. 
Ezután a különböző törzsből származó emberek megtámadtak minden más törzshöz tartozót. Egyfajta gerillaháború tört ki, melyben mindenki támadott mindenkire.

## Háborús jelentések
A háború idején egy brit hadihajó 1881. szeptember 21-én lehorgonyzott a sziget mellett, és egy csapatot küldtek ki, hogy mérjék fel a helyet. A csapat egy Naurun élő európaival, William Harrisszel tért vissza, aki tájékoztatta a brit hajó legénységét a szigeten tomboló törzsi háborúról.

## Német megszállás a háború végén
A háború nem tett jót a Naurun érdekeltséget szerző német vállalatoknak, akik nem tudták értékesíteni a szigeten termő mezőgazdasági termékeket. Ezért nyomást gyakoroltak a német kormányra, amely 1888. április 16-án megszállta Naurut. A szigeten betiltották az alkoholt és a lőfegyver használatát. Október 1-jén a német SMS Eber ágyúnaszád megérkezett 87 fős legénységével Nauru partjaihoz. Másnap, október 2-án a fegyveres tengerészek letartóztatták a naurui törzsfőnököket, és hivatalosan is Németországhoz csatolták a szigetet.

## Következmények
Habár a németek érkezése megállította a véres törzsi háborút és a sziget önrombolását, mégis Naurut 80 évig megfosztotta a függetlenségétől. A német gyarmatosítókat 1914-ben ausztrál csapatok követték.

## Fordítás
- Ez a szócikk részben vagy egészben  a   Nauruan Tribal War című angol Wikipédia-szócikk fordításán alapul.  Az eredeti cikk szerkesztőit annak laptörténete sorolja fel. Ez a jelzés csupán a megfogalmazás eredetét és a szerzői jogokat jelzi, nem szolgál a cikkben szereplő információk forrásmegjelöléseként.